# Alex Bono
Alexander Nicholas, Alex, Bono (nacido el 25 de abril de 1994) es un futbolista estadounidense e israelí. Juega como portero en el New England Revolution de la Major League Soccer.

## Trayectoria

### Colegio y aficionado
Nacido y criado en Baldwinsville, Nueva York, Bono asistió a la escuela secundaria en Charles W. Baker High School, donde fue titular de dos años para los Bees. Durante los últimos años de su carrera en la escuela secundaria, Bono optó por comprometerse a tiempo completo con el club Empire United de la Academia de Desarrollo de Fútbol de los Estados Unidos. Antes de ir a la universidad, Bono era visto como el mejor recluta de arqueros en el estado de Nueva York y el número 51 entre las perspectivas más altas de graduarse en la escuela secundaria.
Al unirse a la Universidad de Syracuse, Bono se convirtió en el abridor inmediato del programa de fútbol masculino de Syracuse Orange, comenzando en 20 partidos en la temporada de primer año, convirtiéndose en el primer portero de primer año en comenzar una apertura de la temporada desde Robert Cavicchia en 2005. Durante su primer año, Bono registró un récord personal de ocho salvadas durante el Torneo de Fútbol Masculino de la División I de la NCAA 2012 contra los VCU Rams el 18 de noviembre de 2012 e igualó el 25 de noviembre contra las Hoyas de Georgetown. Durante su temporada de primer año, Bono fue votado para el Equipo All-Rookie de la Conferencia Big East y fue nombrado el Novato del Año de Orange.
En el segundo año de Bono, mantuvo estadísticas similares a las de su primer año y fue nombrado para el Tercer Equipo de la Conferencia de la Costa Atlántica.
Fue en su tercer año en el que Bono emergió como un potencial prospecto profesional, ya que ayudó a Orange a obtener los mejores rankings nacionales, y obtener una novena posición general en el Torneo de Fútbol Masculino de la División I de la NCAA 2014. En el torneo, el Orange llegó a la cuarta ronda antes de ser eliminado por Georgetown. Bono también fue nombrado primer equipo All-American por la NSCAA en 2014.
El 15 de enero de 2015, Bono fue seleccionado en el sexto lugar del Toronto FC en el SuperDraft MLS 2015. Fue considerado como el portero potencial más alto en la clase del draft.
Bono fue cedido al Toronto FC II el 20 de marzo de 2015. Hizo su debut contra Charleston Battery el 21 de marzo.
Debido a una lesión del abridor regular Clint Irwin en julio de 2016, Bono fue seleccionado para ser el portero número uno del primer equipo por el gerente Greg Vanney; ese año hizo 16 apariciones en la MLS para el club, y también comenzó en la segunda etapa de la final del Campeonato Canadiense 2016 contra Vancouver Whitecaps el 29 de junio, que Toronto ganó en goles fuera de casa, pero Irwin más tarde recuperó el puesto de titular para el resto de la temporada regular y los Playoffs, mientras Toronto llegó a la Final de la Copa MLS MLS, solo para ser derrotado en casa por los Seattle Sounders 5–4 en penales, luego de un empate 0-0 después del tiempo extra.
Sin embargo, en la siguiente temporada, después de otra lesión de Irwin en el primer partido en casa del equipo en la primavera, Bono fue ascendido nuevamente a la alineación inicial, y posteriormente se consolidó como el primer tapón de primera elección del equipo para septiembre de 2017. También se estableció como uno de los mejores porteros de la liga: batió el récord del club para la mayoría de las sábanas limpias de un portero en una sola temporada (10), y en general mantuvo el segundo mayor número de hojas limpias en la temporada de la liga. Stefan Frei, y ganó más juegos que cualquier otro portero de la MLS en esa temporada (19), mientras que también superó la marca de Frei en la mayoría de las victorias de MLS en la carrera de un portero del Toronto FC; además, produjo 72 salvamentos y tuvo un porcentaje de ahorro de 69.2 por ciento, promediando 1.12 goles en contra por juego. En la postemporada, las actuaciones de Bono una vez más demostraron ser decisivas en la carrera de playoffs de su equipo, ya que concedió dos goles y logró ocho salvamentos en el camino a la final de la Copa MLS, manteniendo las hojas limpias en ambas etapas de la final de la Conferencia Este contra Columbus. Personal. El 9 de diciembre de 2017 mantuvo una hoja limpia en una victoria por 2-0 sobre los Seattle Sounders en la Final de la Copa MLS de 2017 en BMO Field, una revancha de la final de la temporada anterior, en la que Toronto completó un triple sin precedentes de la Copa MLS. el escudo de los partidarios y el campeonato canadiense

### Internacional
El 9 de enero de 2015, Bono fue llamado a un entrenamiento para el equipo nacional de fútbol masculino de Estados Unidos. Fue convocado de nuevo en marzo de 2018. Hizo su debut senior el 28 de mayo de 2018 en un amistoso contra Bolivia en el Talen Energy Stadium, manteniendo una hoja limpia en la eventual victoria por 3-0. Se dijo que Alex Bono era un prospecto prometedor y un gran impacto potencial para el fútbol estadounidense en los próximos años. 

## Clubes
| Club                   | País           | Año           |
| ---------------------- | -------------- | ------------- |
| Toronto FC             | Canadá         | 2015-2022     |
| D.C. United            | Estados Unidos | 2023-2024     |
| New England Revolution | Estados Unidos | 2025-Presente |

## Palmarés
- Copa MLS 2017
- MLS Supporters' Shield 2017
- Ganadores de la Conferencia del Este (Playoffs) 2016, 2017
- Campeonato Canadiense de Fútbol 2016, 2017, 2018
- Trillium Cup 2016, 2017